# An’yō-in

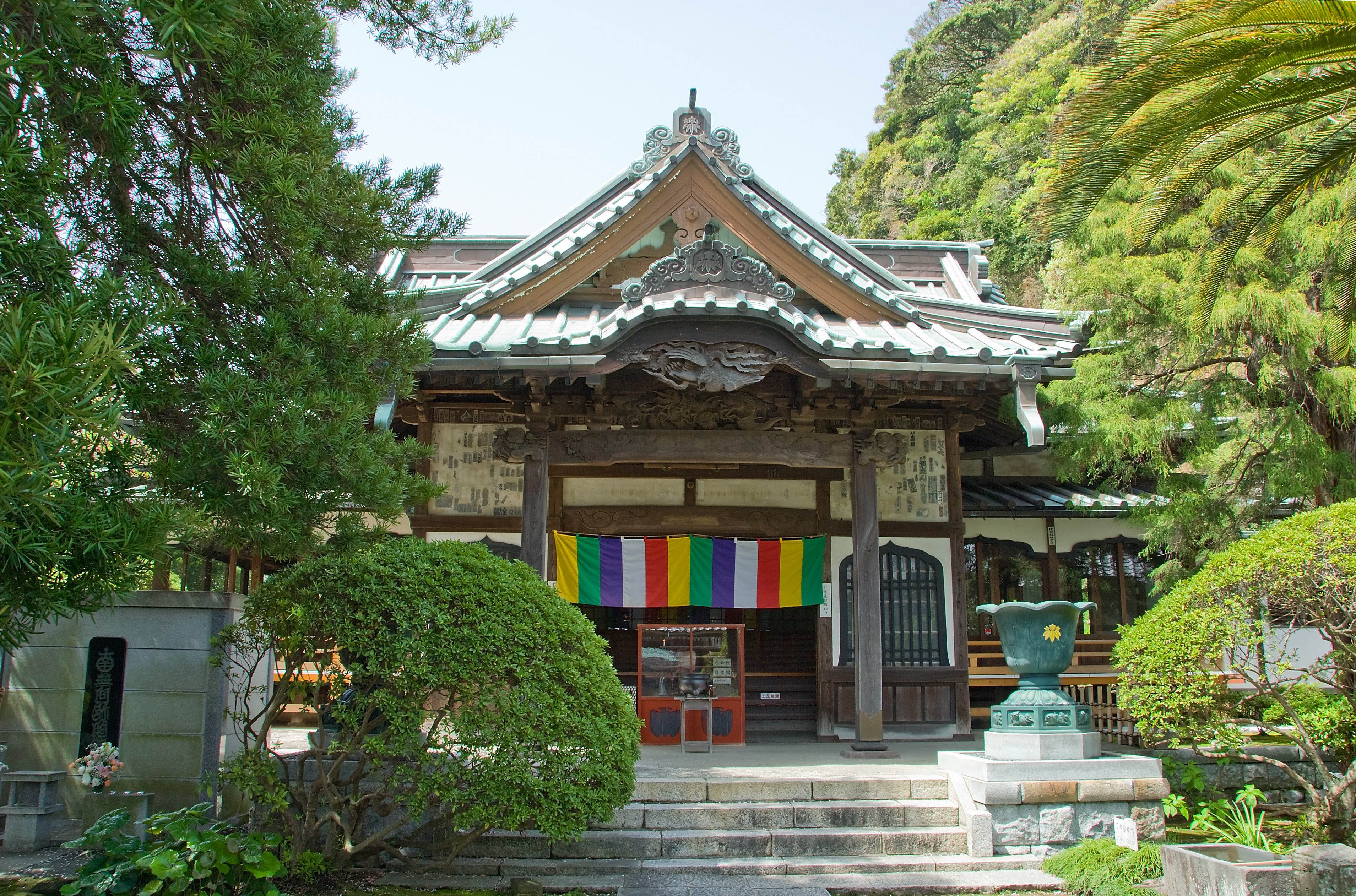
Haupthalle des An’yō-in

Der An’yō-in (jap. 安養院), dessen vollständiger Name Gion-zan An’yō-in Chōraku-ji (祇園山安養院長楽寺) lautet, ist ein buddhistischer Tempel der Jōdo-Schule. Er ist nach dem postumen Namen seiner Gründerin Hōjō Masako benannt. Er steht in Kamakura, Präfektur Kanagawa, Japan und ist der 3. Tempel auf dem Pilgerweg Bandō Sanjūsankasho.

## Geschichte
Hōjō Masako gründete 1225 den Chōraku-ji in Hase Sasamegayatsu zu Ehren ihres verstorbenen Ehemannes Minamoto no Yoritomo, des Begründers des Kamakura-Shōgunats. Zu dieser Zeit gehörte der Tempel zur Ritsu-Sekte.
Als Nitta Yoshisada 1333 Kamakura angriff und das Ende des Shogunats einleitete, wurde der Tempel bis auf die Grundmauern niedergebrannt. Der Tempel wurde mit dem Zendō-ji zusammengelegt und übernahm dessen Namen sowie Standort.
1680 brannte der Tempel (Zendō-ji) erneut. Nach seinem Wiederaufbau wurde eine Statue der Senju Kannon (1000-armige Kannon) aus dem Tashiro-ji in Hikigayatsu in den Tempel transferiert. Mit der Verlegung der Kannon wurden beide Tempel zusammengelegt.

## Sehenswürdigkeiten

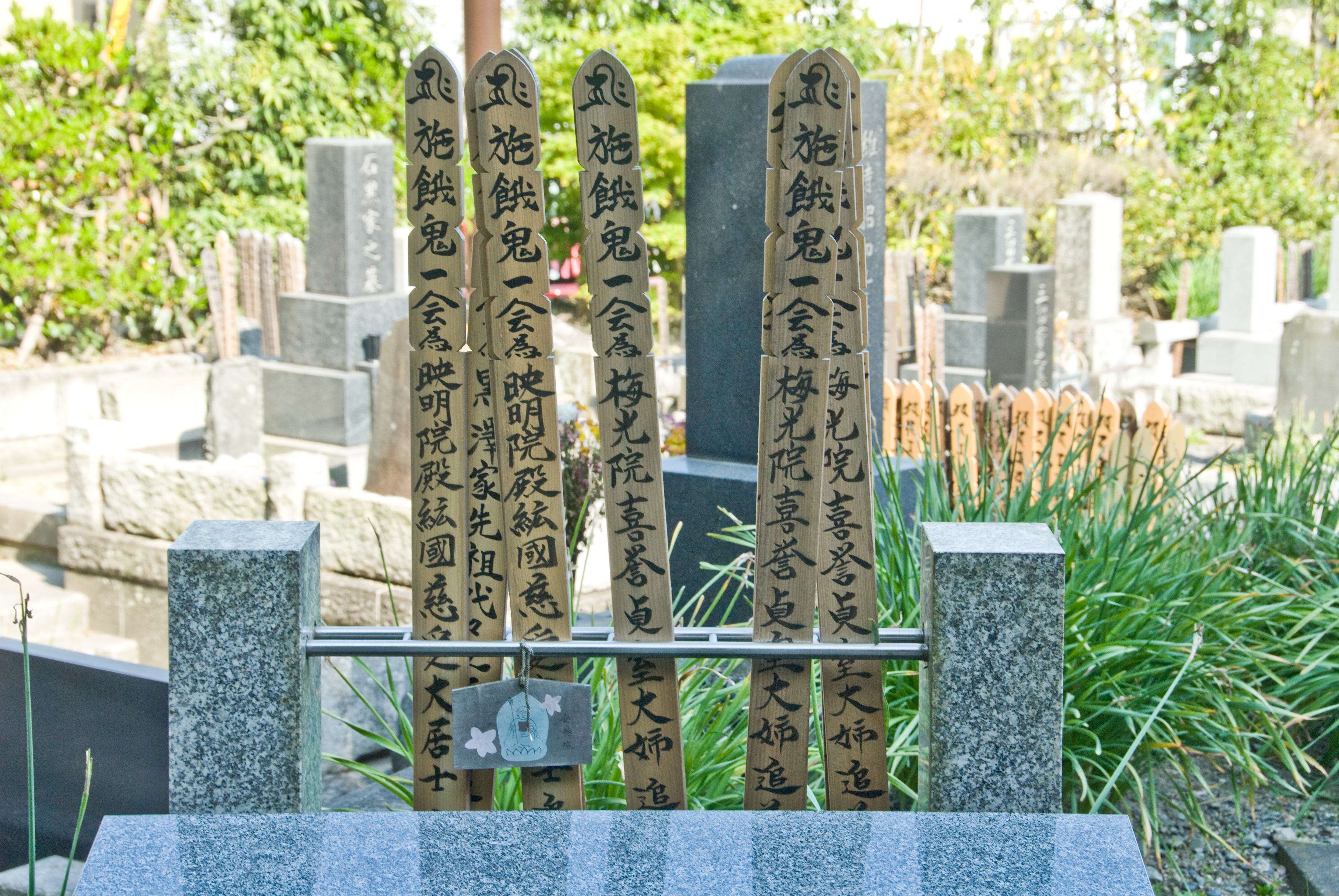
Grab von Akira Kurosawa

In dem Tempel stehen Statuen von Amida Nyorai und Senju Kannon. 
Auf dem Tempelgelände steht eine über 700 Jahre alte chinesische Schwarzkiefer. Hinter dem Tempel befinden sich zwei Hōkyō-intō. Von der kleineren wird vermutet, dass sie Masakos Grabstätte ist. Die andere ist die älteste in Kamakura und gilt als wichtiges Kulturgut Japans.
Auf dem kleinen Friedhof des Tempels findet sich das Grab des japanischen Regisseurs Akira Kurosawa.
Der Tempel ist auch für seine Azaleenblüte bekannt, die etwa Ende April beginnt (abhängig vom Wetter, etwa zwei bis drei Wochen nach Ende der Kirschblüte).